# Henutmire
Henutmire là một công chúa, đồng thời là một vương hậu thuộc Vương triều thứ 19 trong lịch sử Ai Cập cổ đại. Bà là một trong 7 người vợ được sắc phong danh hiệu Chánh cung của Pharaon của pharaon Ramesses II.

## Thân thế
Henutmire được suy đoán là con út của pharaon Seti I và vương hậu Tuya, vì thế Henutmire sẽ là em gái của pharaon Ramesses II. Giả thuyết này bắt nguồn từ bức tượng lớn bằng đá hoa cương của Tuya, phía dưới chân tượng là hình ảnh và khung tên của công chúa Henutmire. Dựa vào đó có thể kết luận rằng Henutmire là con gái của Seti và Tuya. Tuy nhiên, Henutmire lại không được gọi là "Chị em gái của Vua", như danh hiệu mà công chúa Tia (chị em với Ramesses II) đã được nhận. Tuy nhiên Henutmire vẫn được gọi là "Con gái của Vua", vì thế khó xác định được rằng bà là em gái hay con gái của Ramesses II
Bà đã kết hôn với vua Ramesses II và được sắc phong làm chánh cung, không rõ thời gian nào. Nếu Henutmire là con gái của Ramesses, thì bà là công chúa thứ tư được phong làm vương hậu của cha mình, bên cạnh Bintanath, Meritamen và Nebettawy. Như những bà hậu khác của Ramesses II, Henutmire được nhận toàn bộ những danh hiệu mà một hoàng hậu có được.
Henutmire cũng xuất hiện trên nhiều bức tượng của Ramesses II. Tại Hermopolis, một bức tượng của Ramesses II có khắc hình ảnh của bà và công chúa Bintanath.

## Qua đời và chôn cất
Henutmire mất vào khoảng năm 40 của Ramesses, táng tại QV75, Thung lũng các Hoàng hậu. Mộ của bà đã bị những tên cướp mộ đột nhập, cỗ quan tài của bà sau đó được tái sử dụng cho vua Harsiese A (Vương triều thứ 22). Cỗ quan tài của Henutmire hiện đang được lưu giữ tại Viện bảo tàng Ai Cập.